# 부산수영중학교 축구부
부산수영중학교 축구부는 부산광역시에 위치한 부산수영중학교의 축구부이다. 

## 같이 보기
- 부산수영중학교

현재 2025년 1학년들이 현재 수영중 축구부의 미래 현재 우승컵 3개를 든 역사를 쓸 미래자원들이다